# Stenochalcis
Stenochalcis är ett släkte av steklar. Stenochalcis ingår i familjen bredlårsteklar.
Kladogram enligt Catalogue of Life:
| Stenochalcis | \| \| Stenochalcis miltoni \| \| \| \| \| \| Stenochalcis quadridentata \| \| \| \| |
|              | \| \| Stenochalcis miltoni \| \| \| \| \| \| Stenochalcis quadridentata \| \| \| \| |
|              | Stenochalcis miltoni                                                                |
|              |                                                                                     |
|              | Stenochalcis quadridentata                                                          |
|              |                                                                                     |